# ویدای دم‌گیره‌ای

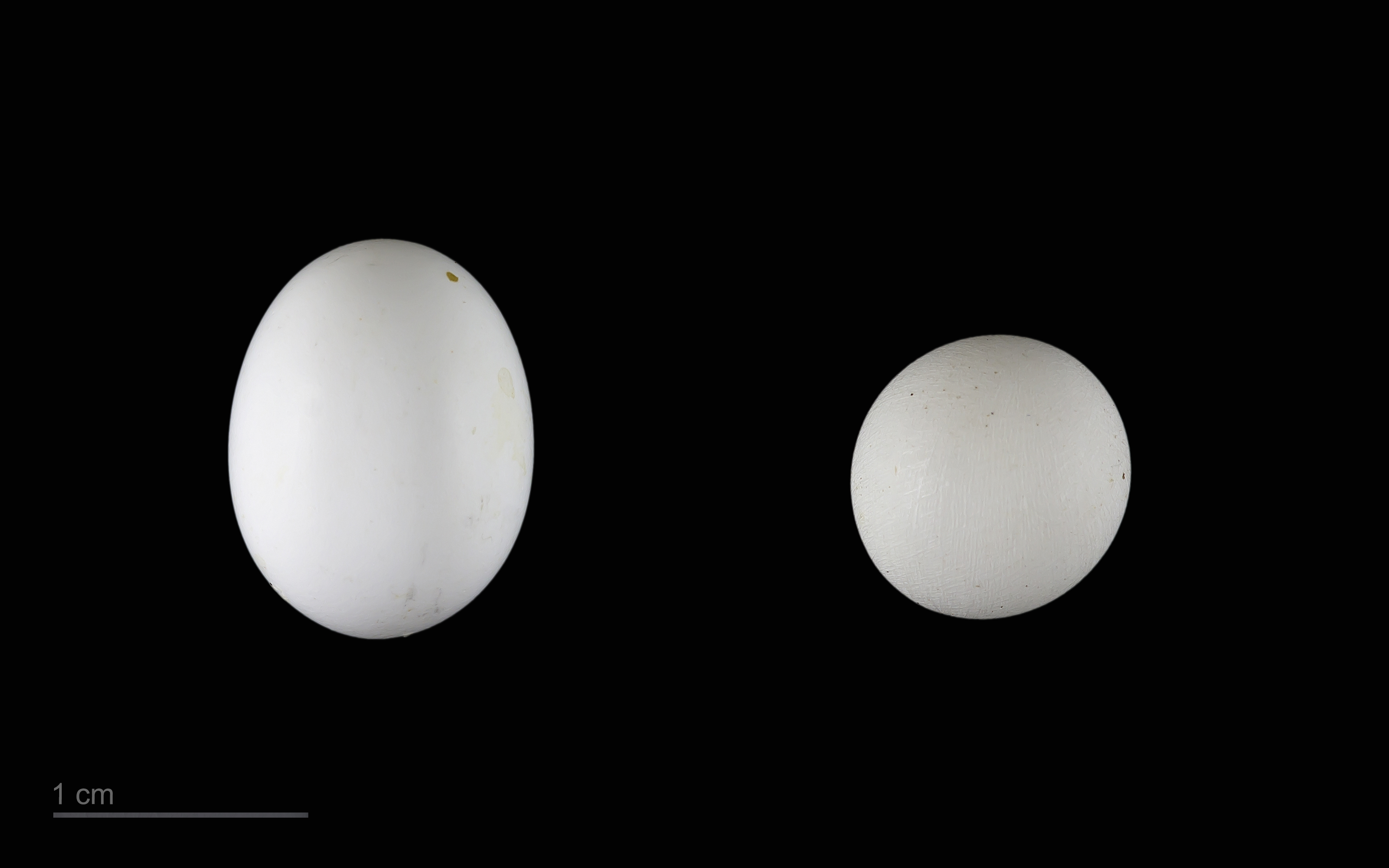
Vidua macroura + Lonchura cucullata

ویدای دم‌گیره‌ای (نام علمی: Vidua macroura) نام یک گونه از تیره نیلی‌مرغان است.